# Amegilla atrocaerulea
Amegilla atrocaerulea es una especie de abeja excavadora perteneciente al género Amegilla, categorizada en la tribu Anthophorini, de la subfamilia Apinae. Fue descrita científicamente por Dours en 1869.
Mide 10-15 mm de longitud. Es de color azul verdoso, aunque puede variar a oscuro, con bandas amarillas o naranjas en la parte del abdomen.

## Distribución
Se distribuye por Asia, en Indonesia, en la isla de Célebes.